# Ашкеловичюте, Леокадия Викторовна
Леокадия Ашкеловичюте-Размене (30 апреля 1939, Науяседжяй, Виленско-Трокский повет, Польша — 29 сентября 2024, Вильнюс) — советская литовская балерина, педагог. Народная артистка Литовской ССР (1980).

## Биография
Окончила Ленинградское хореографическое училище имени А. Вагановой.
С 1959 года — солистка балета Литовского театра оперы и балета, 1989-1999 - репетитор. В 2001 году она основала Институт балета в Вильнюсе. География туров: Германия, Болгария, Египет, Сирия, Ливия, Греция, Италия, Монголия.
Умерла  в 2024 году. Похоронена на кладбище Антакальнис в Вильнюсе.

## Основные балетные партии
- Аврора, Петр Чайковский. «Спящая красавица», 1960 год;
- Сильвия, Лео Делиб. «Сильвия», 1961 год;
- Эсмеральда, Чезаре Пунис. «Парижский собор», 1962 год;
- Фригия, Арам Хачатурян. «Спартак», 1964 год;
- Китре, Людвиг Минкус. «Дон Кихот», 1968 год;
- Жизель, Адольф Адан. «Жизель», 1970 год;
- Джульетта, Сергей Прокофьев. «Ромео и Джульетта», 1977 год;
- Одетта-Одилия, Пётр Чайковский. «Лебединое озеро», 1974 год;
- Сванильда, Лео Делиб. «Коппелия», 1980 г.

## Партии в балетах литовских композиторов
- Юрате, Юозас Груодис. «Юрате и Каститис», 1965 год;
- Бет, Антанас Рекашюс. «Умирающий крест», 1966 год;
- Гедре, Антанас Рекашюс. «Страсти», 1971;
- Касте, Юлюс Юзелюнас. «На берегу лагуны», 1975 год;
- Эгле, Эдуардас Бальсис. «Эгле, королева змей», 1976 год

В первом и единственном фильме-балете «Эгле, королева змей», созданном литовской киностудией, она сыграла роль Эгле.
В 1984 году создан телефильм "Леокадия Ашкеловичюте танцует".

## Награды и звания
- Народная артистка Литовской ССР (1980).
- Орден Великого князя Литовского Гядиминаса 5-й степени (1999)[4].